# Папуа Нова Гвінея

Карта Папуа Нової Гвінеї

Па́пуа Нова́ Гвіне́я (англ. Papua New Guinea, ток-пісін Papua Niugini, гірі-моту Papua Niu Gini) — держава Океанії, у південно-західній частині Тихого океану. Займає східну частину острова Нова Гвінея, Острови Адміралтейства, архіпелаг Бісмарка та частину Соломонових островів. Папуа Нова Гвінея має сухопутний кордон лише на заході з Індонезією, на півдні країна омивається водами Коралового моря, з півночі та сходу — водами Тихого океану. Столицею держави є місто Порт-Морсбі.
За формою державного устрою Папуа Нова Гвінея є парламентською конституційною монархією на чолі з британським монархом, представленим генерал-губернатором.
Площа Папуа Нової Гвінеї становить 462 840 км² при населенні понад 6 млн осіб. Основу населення складають меланезійці, папуаси, негрито, мікронезійці та полінезійці. Близько 13 % папуанців проживає у містах. Офіційними мовами держави є англійська, ток-пісін та гірі-моту.
Папуа Нова Гвінея є аграрною державою: понад 86 % населення країни зайнято у сфері сільського господарства. Основними продуктами аграрного сектора є кава, какао, копра, пальмова олія, каучук, чай тощо. Промисловість у Папуа Новій Гвінеї представлена переважно гірничою промисловістю. На території держави зосереджено родовища золота, міді, молібдену, нафти та природного газу. Грошова одиниця — кіна.
Папуа Нова Гвінея є членом низки міжнародних організацій, зокрема ООН, МВФ, АТЕС тощо

## Назва
- Па́пуа — Нова́ Гвіне́я (англ. Papua New Guinea [ˈpæpuːə njuː ˈɡɪni] (тж. ˈpɑːpuːə, ˈpæpjuːə), ток-пісін Papua Niugini, гірі-моту Papua Niu Gini)[4][5][6][7]
- Папуа-Нова Ґвінея[8]
- Папуа-Нова Гвінея[9][10][11]
- Незале́жна Держа́ва Па́пуа Нова́ Гвіне́я (англ. Independent State of Papua New Guinea; Independen Stet bilong Papua Niugini; Independen Stet bilong Papua Niu Gini) — офіційна назва.

Частина сучасної назви країни «Папуа» походить від малайського слова «оранг папува» — кучерявий чорноголовий. Так острів назвав у 1526 році португалець Жоржі де Мінезіш. У 1545 році на острів прибув іспанець Іньїго Ортіс де Ретес, який дав йому нову назву «Нова Гвінея», через подібність місцевих тубільців до мешканців африканської Гвінеї.
Південно-східна частина острова спочатку, в 1884—1906 роках називалась Британською Новою Гвінеєю, пізніше, в 1906—1949 роках — Папуа. Північно-східна частина острова була колонією Німеччини й у 1884—1920 роках називалась Німецькою Новою Гвінеєю. Згідно з рішенням Ліги Націй була перейменована на — Територія Нова Гвінея. 1949 року обидві території під контролем Австралійського Союзу були об'єднані в єдину — Територія Папуа та Нова Гвінея. 1972 року територія отримала назву Територія Папуа-Нова Гвінея. Від 1975 року, зі здобуттям незалежності, країна успадкувала об'єднану назву Папуа-Нова Гвінея (англ. Papua New Guinea).

## Географія
Папуа Нова Гвінея займає східну частину острова Нова Гвінея, архіпелаг Бісмарка (острови Адміралтейства, Сент-Маттайас, Нова Британія і Нова Ірландія), північну частину Соломонових островів (острови Бугенвіль, Бука та атол Тауу), острови Д'Антркасто, Луїзіада (Лонг-Риф, Тагула, Расселл та інші), Тробріан, Вудларк та ін. Загалом понад 600 островів та рифів. З півночі та сходу узбережжя омивають води Тихого океану, Новогвінейського та Соломонового моря. На півдні — Коралове море та Торресова протока (близько 160 км до острова Моа (Австралія)). Загалом територія країни розташовується південніше екватора до 12° південної широти, між меридіанами 141° та 157° східної довготи.
На заході країна має єдиний кордон суходолом з Індонезією довжиною близько 820 км, що проходить 114-м меридіаном, трохи відхиляючись за течією річки Флай. На півдні має морський кордон з Австралією (їй належать майже усі острови Торресової протоки), на сході з Науру, на південному сході з Соломоновими Островами, на півночі межує з територіальними водами Федеративних Штатів Мікронезії.
|                    |                 |                         |                                     |
| Хребет Оуен-Стенлі | Вулкан Тавурвур | Вулкан Тавурвур увечері | Саванна та луки в районі річки Флай |

### Рельєф
Південне узбережжя рівне, піщане; північне — високе, місцями скелясте.
Більшу частину території країні займають гори заввишки до 4 км (найвища гора острова — Пунчак-Джая, 4884 м, Індонезія). На острові Бугенвіль найбільші висоти до 2743 м. Є активні вулкани, загалом 18. Найбільший із них Гілуве (4367 м). Переважають високі хребти, що тягнуться з південного сходу на північний захід смугою завширшки від 50 до 250 км: Снігові гори, Бісмарка (найвища точка країни — гора Вільгельм, 4509 м), Центральний, хребет Шредера, хребет Мюллера та Оуен-Стенлі (гора Вікторія, 4038 м), останній простежується також на прибережних островах та гірських піках островів Луїзіад. Північні схили гір круті й урвисті, південні пологі, на південь від Центрального хребта утворюють плато Папуа. Багато гірських вершин і деякі ізольовані вулкани підіймаються більш ніж на 3000 м над рівнем моря. На південь від центрального пасма гір — заболочена низовина.
Паралельно центральному пасму гір з Індонезії заходять низькі пасма північних Берегових гір: Бевані (1960 м), Торрічеллі (гора Сулен, 1650 м), Принца Александра (гора Туру, 1240 м). Частиною цієї гірської системи розглядають гори Адельберт (гора Менгам, 1718 м), Фіністерре (гора Гладстон, 4150 м) та Саруваґет (гора Банґета, 4121 м) на півострові Гуон. Гірська система закінчується низовиною долин річок Сепік та Раму.
Серед масивних сильно розчленованих гір розташовуються широкі міжгірні улоговини (з висотами близько 1500 м над рівнем моря).
Острови архіпелагу Бісмарка гористі, з піками вище 2000 м. На Новій Британії хребет Вайтмен, гори Накані та Баїнінг (вулкан Улавун, 2344 м). На Новій Ірландії хребти Шейніц та Воррон (2340 м).

### Клімат
Клімат екваторіальний і субекваторіальний, жаркий і вологий. Частими є тайфуни. Суха зима (липень-грудень). Середня температура січня (літо) +28 °C, липня (зима) +26 °C (у горах мінімальна може досягати 3 °C). З грудня по березень дме вологий північно-західний, з травня по жовтень — сухий південно-східний мусон. Найбільша кількість опадів (в середньому близько 4000 мм) випадає на північному сході острова Нова Гвінея (при максимумі до 6500 мм у місті Марач) і на островах архіпелагу Бісмарка (до 6000 мм на острові Нова Британія), коли дме північно-західний мусон. На півдні Нової Гвінеї сухіше, й опадів випадає лише до 1500—2000 мм на рік. Тут бувають навіть посухи. У горах на висоті 2500—3000 м середньорічна температура повітря дорівнює 10 °C, постійні дощі, мрячка та туман. Це безлюдні райони країни. У горах вище 4000 м над рівнем моря лежать вічні сніги і є невеликі льодовики та сніжники.

### Гідрографічна мережа
Річкова мережа густа, річки багаті на гідроенергію. З північних схилів Берегових гір стікають багатоводні річки Сепік, Раму, Маркгам; з південних у затоку Папуа — Флай, Турама, Кікорі. У період дощів на річках бувають сильні паводки, і долини сильно потерпають від повеней. Із широким розповсюдженням заболочених місцевостей пов'язано поширення малярії.

### Рослинний світ
Флора і фауна відрізняються високим ендемізмом. Флора країни налічує понад 20 тис. видів рослин. Країна одна з найбільш лісистих держав світу — 82 % території зайнято тропічними лісами. У горах яскраво виражена висотна поясність. На низовинах і гірських схилах (до висоти 1000 м) переважають вологі тропічні ліси з цінними породами дерев. Вище 1500 м розташовані вологі гірські ліси з деревоподібними папоротями, вище 3000 м — лаврові та миртові ліси з хвойними породами (араукарії), на вершинах гір — високогірна рослинність тропіків з айстрових рослин. На високогір'ях панують високі трави на місцях лісових пожеж.
Сухіша південна частина острова Нова Гвінея вкрита саваною з евкаліптами й акаціями. Під час колонізації частина південних лісів була зведена. Оброблювані землі покривають усього 1,35 % території країни. Городи чергуються з тропічними лісами. Більшість ділянок обробляються лише 2—3 роки, після чого покидаються на довгий час — 10—12 років. За цей період вони заростають знову лісом, так відновлюється родючість ґрунтів.
Уздовж узбережжя острова Нова Гвінея тягнеться широка (місцями до 35 км) смуга заболочених хащ мангрових лісів, які можна подолати лише руслами річок. Вздовж річок тягнуться зарості дикої цукрової тростини та сагових пальм.

### Тваринний світ
Тваринний світ Нової Гвінеї подібний до тваринного світу Австралії — австралійська біогеографічна область. Фауна переповнена сумчастими ссавцями (опосум, кускус, кенгуру рідкісних видів (валабі), бандикут), кажанами (летючі собаки), комахами та рептиліями (змії, ящірки, черепахи та крокодили). На острові налічується близько 500 видів птахів, серед них багато представників родини рідкісних пістрявих райських птахів (Paradisaeidae), папуг, казуарів, куриних.
|                                                         |        |                   |                   |                                |
| Один з ендемічних видів кенгуру Dendrolagus goodfellowi | Єхидна | Cicinnurus regius | Вінценосний голуб | Райський птах Paradisaea apoda |

### Охорона біорізноманіття
Європейські колонізатори завезли на острови багато свійських тварин: курей, свиней, собак, а також мишей та пацюків. Вони широко розповсюдились у лісах країни.
У країні організовано 3 національних парки: Варіарата (гірський вологий екваторіальний ліс і савана), Мак-Адам (низовинний екваторіальний ліс, кускуси, казуари), Національний парк озера Кутубу. Заповідники: Моітака (рідкісні види тварин), Покілі (рідкісні птахи, гарячі джерела і гейзери) і Гару (птахи, рептилії, черепахи).

## Історія

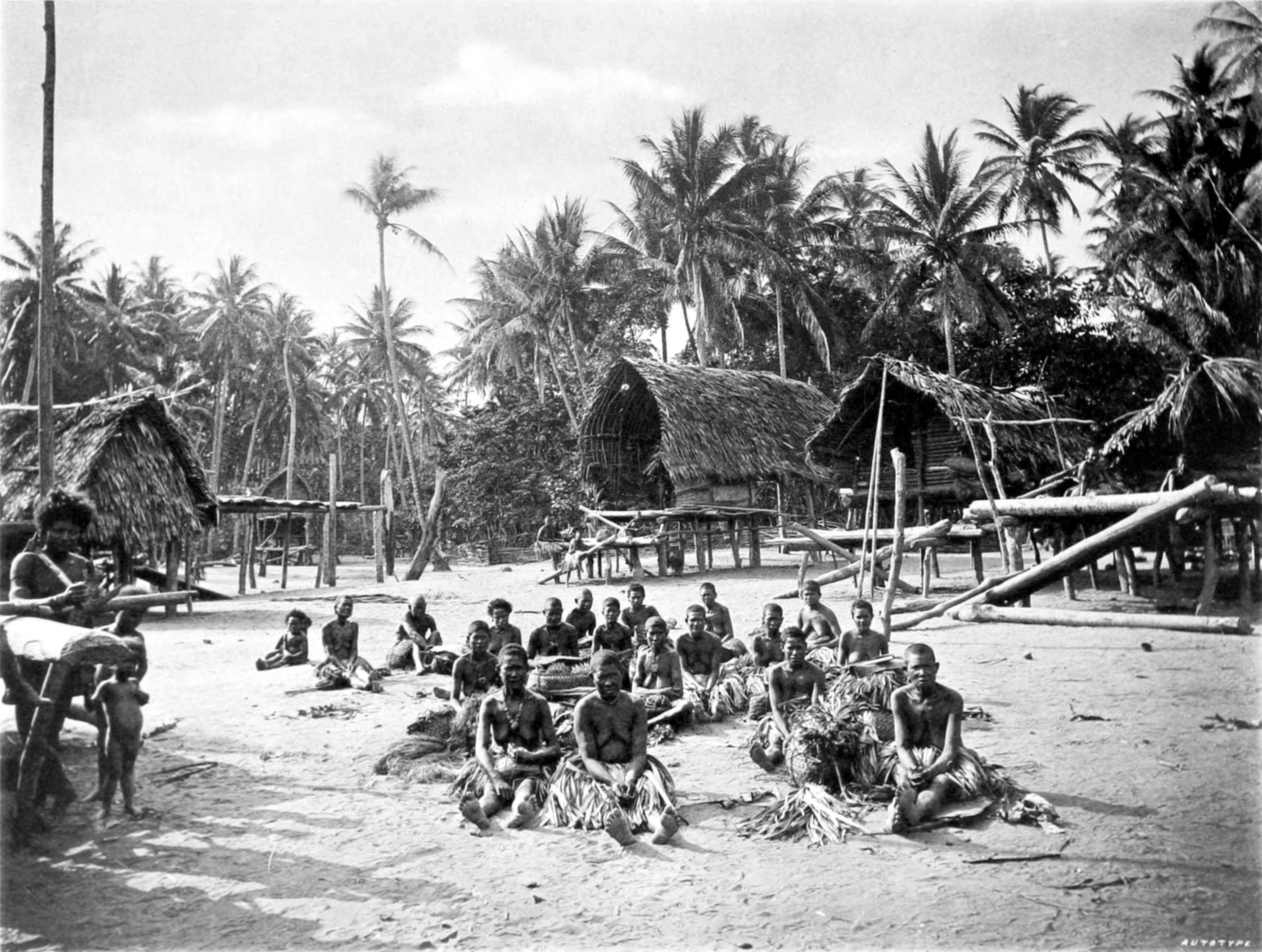
Поселення місцевих жителів, Британська Нова Гвінея, 1885

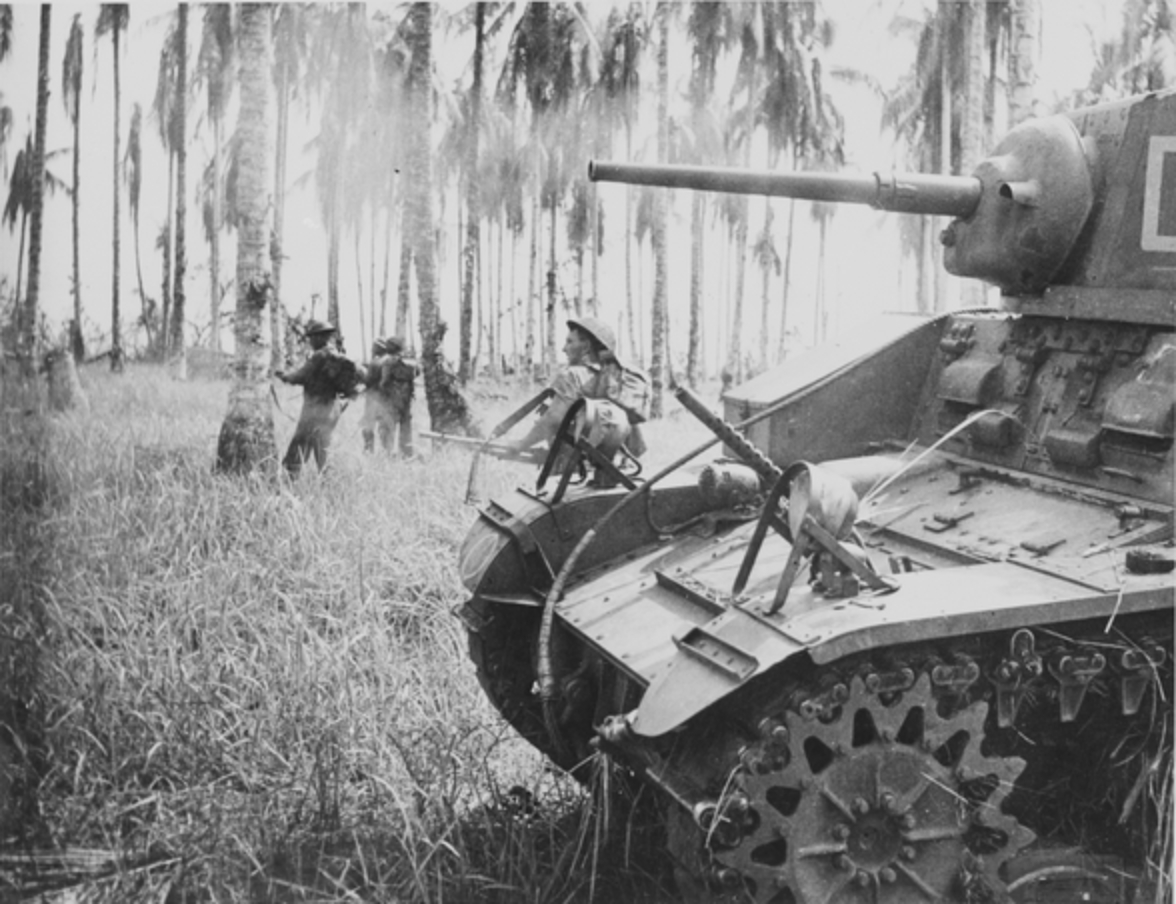
Австралійські збройні сили атакують японські позиції в битві Буна-Гона 7 січня 1943.

Заселення людиною острова Нова Гвінея відбулося 45 тисяч років тому вихідцями з Азії. Відсутність великих, придатних до одомашнення, тварин на острові заважала розвитку землеробства і робила неможливим скотарство. Це сприяло збереженню первіснообщинного ладу на великих територіях Нової Гвінеї аж до сьогодення. Існує стародавнє землеробське поселення Кука, занесене до об'єктів Світової спадщини ЮНЕСКО в центральній гірській частині острова, що налічує 7—10 тисяч років. Різноманітність мов і незліченна кількість племен були зумовлені ізольованістю людей одне від одного через гористий ландшафт і брак технічних засобів, що сприяли б спілкуванню і культурному обміну.
Острів Нова Гвінея був відкритий європейцями ще у першій половині XVI сторіччя. Це зробили португальці, під час розвідувальних подорожей за спеціями. У 1526 році Жоржі де Мінезіш відкрив острів й дав йому назву Папуа. На той час його терени населяли папуаси та меланезійці, що перебували в умовах кам'яної доби й займались полюванням, риболовлею та збиранням. 1824 року Нідерланди оголосили землі острова західніше 141° східної довготи своїми володіннями. Після того, як англійський капітан Джон Морсбі дослідив південно-східне узбережжя острова в 1870-х роках, почалася колонізація території. Для дослідження побуту і культури папуасів багато зробив наприкінці XIX сторіччя дослідник Микола Миколайович Миклухо-Маклай, що провів на острові 4 роки.
У 1884 році Велика Британія встановила протекторат над південно-східним сектором Нової Гвінеї (згодом він отримав назву Папуа), а Німеччина того ж року підпорядкувала собі північно-східну частину острова (пізніше територія отримала назву Нова Гвінея). Західна частина острова на той час належала до володінь голландської Ост-Індської компанії. Наступного 1885 року (у квітні) Німеччина оголошує протекторат над північною частиною Соломонових островів. 1886 року Британська Нова Гвінея стає колонією британської корони. 14 листопада 1899 року Німеччина передала ряд островів (атол Онтонг-Джава, Шуазель, Шортленд, Санта-Ізабель) під протекторат Британських Соломонових островів. Від 1888 року Папуа — англійська колонія, 1 вересня 1906 року її було передано під управління Австралійського Союзу. 11 листопада 1914 року Німецька частина Нової Гвінеї була окупована колоніальними військами Австралії й перейменована на Північно-Східну Нову Гвінею. 17 грудня 1920 року німецька Нова Гвінея — підмандатна територія Австралії під назвою Територія Нова Гвінея (англ. Territory of New Guinea). 21 січня 1942 року на острів висадились японські війська. У 1946 році Австралійський Союз отримав мандат від ООН на управління підопічною територією. У 1949 році австралійська влада об'єднала обидві території в єдину адміністративну Територію Папуа та Нова Гвінея (англ. Territory of Papua and New Guinea). Це об'єднання в 1971 отримало назву Територія Папуа Нова Гвінея.
1 грудня 1973 року територія здобула внутрішнє самоврядування. 9 вересня 1975 р. Парламент Австралії прийняв Закон про незалежність Папуа Нової Гвінеї. Закон увійшов у дію 16 вересня 1975 р. 10 жовтня 1975 року країна приєдналася до ООН, а в 1977 році відбулися національні вибори на яких прем'єр-міністром став Майк Сомара на чолі коаліційної партії Пангу. У 1980 році уряд висловив йому недовіру і його місце посів Джуліус Чан. У 1982 році знову переміг Сомара. У листопаді 1985 року уряд знову висловив недовіру прем'єр-міністру і парламентською більшістю було обрано Паєса Вінгті. Коаліція, яку очолював Вінгті, отримала перемогу на виборах у 1987 році. У липні 1988 року уряд висловив недовіру Вінгті та привели до влади Раббі Намаліу. У 1991 році відбувся економічний бум у зв'язку з подвоєнням видобутку золота.
На початку 2000-х поміж ПНГ та Австралією відчулася певна напруженість. У березні 2005 року під час офіційного візиту прем'єр-міністра ПНГ Майкла Сомарі до Австралії йому влаштували в аеропорту перевірку в цілях безпеки, наказавши скинути з себе одяг, таким чином принизивши Сомарі. Незважаючи на вимоги уряду ПНГ вибачитись, уряд Австралії проігнорував звернення. Крім того, виникли проблеми щодо останньої допомоги Австралії для країни. Програма була спрямована на боротьбу зі злочинністю та корупцією в ПНГ, але натомість обіцяної допомоги австралійський уряд направив 200 поліцейських до столиці та поставив 40 службовців у складі національного апарату. Проте після того, як прибув перший загін поліціянтів, Верховний суд Папуа Нової Гвінеї постановив, що ця угода є неконституційною, і поліція має повертатись додому. Міністр закордонних справ Австралії підписав нову домовленість, згідно з якою залишається 30 держслужбовців Австралії.
У травні 2009 р. розпочалися масові заворушення поміж етнічними китайцями та місцевими мешканцями, на нікелевій факторії, що будувалася китайською компанією. Обурення численних місцевих підприємців проти китайської монополії викликало бунти. Папуасці почали шукати підтримки в південно-східних країн Азії з погодженням на вступ до організації ASEAN. Спочатку Індонезія підтримала прохання, пам'ятаючи про підтримку Індонезії в боротьбі за  Західне Папуа. Проте більшість християн Філіппін і більшість буддистів Таїланду, В'єтнаму та Камбоджі висловили незадоволення боротьбою ПНГ проти китайців, заявивши що Тимор-Леште більший претендент на входження до ASEAN. 
З лютого по березень 2018 року серія землетрусів прокотилася в Папуа Новій Гвінеї, завдавши різноманітних збитків. Різні країни Океанії, Австралії, Філіппін та Тимору-Леште надали допомогу країні.

### Республіка Північних Соломонових Островів

Прапор Бугенвіля

Після проголошення незалежності ПНГ 11 вересня 1975 року на острові Бугенвіль було проголошено республіку Північних Соломонових Островів зі столицею на острові Бука. Папуа Нова Гвінея, Австралія та ООН не визнали самопроголошену республіку, а уряд ПНГ проігнорували їхню визначеність. Водночас на заході Соломонових Островів звернувся до місцевих органів з метою приєднатися до самопроголошеної держави. У серпні 1976 року було досягнуто певної домовленості із самопроголошеним урядом. У 1988 році бугенвільські сепаратисти почали збройну боротьбу за відокремлення. 
Вдруге спроба відокремитись відбулася у 1990 році. Під час збройних сутичок загинуло приблизно 15 тисяч осіб. Революційна армія Бугенвіля на чолі з місцевим лідером збройного опору Френсісом Оною вдалося вибити сили Папуа Нової Гвінеї з острова, проголосивши створення Тимчасового уряду, Декларація Незалежності була підтримана урядом сусідніх Соломонових Островів. Уряд Папуа Нової Гвінеї негайно почав економічну блокаду та вислав війська на придушення повстання, але це привело до затяжного збройного конфлікту.
У 1997 році між конфліктними сторонами розпочалися мирні переговори під егідою ООН. Для боротьби з партизанами держава не тільки використовувала увесь наявний склад збройних сил (2 тисяч військових), а й залучала військовий контингент з Австралії, професійних найманців. Під час збройного конфлікту загинуло 20 тис. осіб. У 1998 році бойові дії було припинено. Внаслідок мирних переговорів у 2001 році було досягнуто компромісу: острів (і дрібні прилеглі) отримав статус Автономного регіону і право на утворення власного уряду та обіцянкою провести референдум про майбутнє політичного статусу автономного регіону в термін від 10 до 15 років.
У 2005 році за посередництва Організації Об'єднаних Націй уряд Папуа Нова Гвінеї затвердив Конституцію Бугенвіля, що стало основою створення автономного уряду. Тоді ж (у травні-червні) були проведені перші вибори автономного уряду. Президентом було обрано Джозефа Кабуї. 24 липня 2005 року лідер повстанців Френсіс Она, який до того оголосив себе королем Бугенвіля, помер після захворювання малярією. Його наступники відмовилися від мирного вирішення конфлікту. У 2015 році Австралія оголосила про створення дипломатичної місії в Бугенвілі.
Президент Джон Моміс підтвердив, що Бугенвіль проведе референдум за незалежність ще до 2020 року, коли регіон розв'яже деякі інші питання. Уряди  Бугенвіль та Папуа Нова Гвінея встановили орієнтовну дату для голосування 15 червня 2019 року, що є останнім кроком у мирної угоди, але за умови, що за цей час Бугенвіль встановить контроль над незаконним користуванням зброї. Станом на 27 вересня 2017 р. ці передумови не виконані, а прем'єр-міністр Папуа Нової Гвінеї Педро О'Нейл ставить під сумнів, те що такі умови будуть виконані взагалі до встановленої дати референдуму.

## Політичний устрій
Папуа Нова Гвінея — парламентська монархія. У країні діє конституція, прийнята 1975 року (з пізнішими поправками). Главою держави є король Великої Британії Чарльз III. Монарха в країні представляє генерал-губернатор (з 2004 по 2010 рік — Пауліас Матане, з 20 грудня 2010 року — Майкл Огіо), який призначається королем на 6 років за поданням уряду.

### Парламент
Законодавча влада належить однопалатному Національному парламенту в складі 109 депутатів, які обираються на 5 років: 89 депутатів обираються загальними прямими виборами шляхом таємного голосування у загальнонаціональному окрузі, 20 депутатів обираються від адміністративно-територіальних одиниць. Склад партійних фракцій постійно змінюється, оскільки депутати часто переходять з однієї політичної партії до іншої.

#### Політичні партії
Перед парламентськими виборами в липні 2007 року в країні налічувалось 45 політичних партій. З них 20 представлені в парламенті:
- Національний альянс (англ. National Alliance Party) — 30 місць
- Партія Папуа Нової Гвінеї (англ. Papua New Guinea Party) — 8 місць
- Народна справа (англ. People's Action Party) — 6 місць
- Найстаріша політична партія Пангу парті (Партія єдиної Папуа Нової Гвінеї; англ. Pangu Party) заснована 1966 року — 5 місць.
- Народно-демократичний рух (англ. People's Democratic Movement) — 5 місць.
- Партія об'єднаних ресурсів (англ. United Resources Party) — 5 місць.
- Народна прогресивна партія (англ. People's Progress Party) заснована 1968 року — 5 місць.
- Народний національний конгрес (англ. People's National Congress Party) — 5 місць.

Національна партія (англ. Papua New Guinea National Party) заснована 1979 року має 1-ше місце в парламенті 2007 року. У країні діє Конгрес профспілок Папуа Нової Гвінеї.

### Уряд
Виконавчу владу здійснює уряд — Національна виконавча рада на чолі з прем'єр-міністром (Пітер О'Ніл з 2011 року). Уряд формується парламентською більшістю.

### Судова система
Судова влада належить Верховному суду, голова якого призначається генерал-губернатором за поданням Національної виконавчої ради після попередніх консультацій з міністром юстиції. Інші члени суду призначаються юридичними та законодавчими службовими комісіями. Правова система країни базується на загальному англійському праві.

### Зовнішні відносини
Папуа Нова Гвінея — член ООН від 1975 року, входить до Співдружності націй, очолюваної Великою Британією (представлена «вищими комісарами» в ранзі послів у країнах-членах організації), МВФ, АТЕС та інших міжнародних організацій. Країна має постійні місії при ООН (Нью-Йорк) та ЄС (Брюссель). Справи Папуа Нової Гвінеї в Україні представляє посол Австралії.

## Адміністративний поділ
Країна поділяється на 4 регіони:
| Гайлендс Острови Момасе Папуа |

В адміністративному відношенні Папуа Нова Гвінея, станом на 2012 рік, поділяється на 20 провінцій, автономний регіон Бугенвіль та національний столичний округ.
| 1. Центральна 2. Сімбу 3. Східний Гайлендс 4. Східна Нова Британія 5. Східний Сепік 6. Енга 7. Галф 8. Маданг 9. Манус 10. Мілн-Бей 11. Моробе | 1. Нова Ірландія 2. Оро 3. Автономний регіон Бугенвіль 4. Південний Гайлендс 5. Західна (Fly) 6. Західний Гайлендс 7. Західна Нова Британія 8. Сандаун (Sandaun) 9. Національний столичний округ 10. Гела 11. Дживака | Provinces of Papua New Guinea. |

Загальна площа — 462 840 км², населення — 8,251,162 особи (2017).

## Геологія

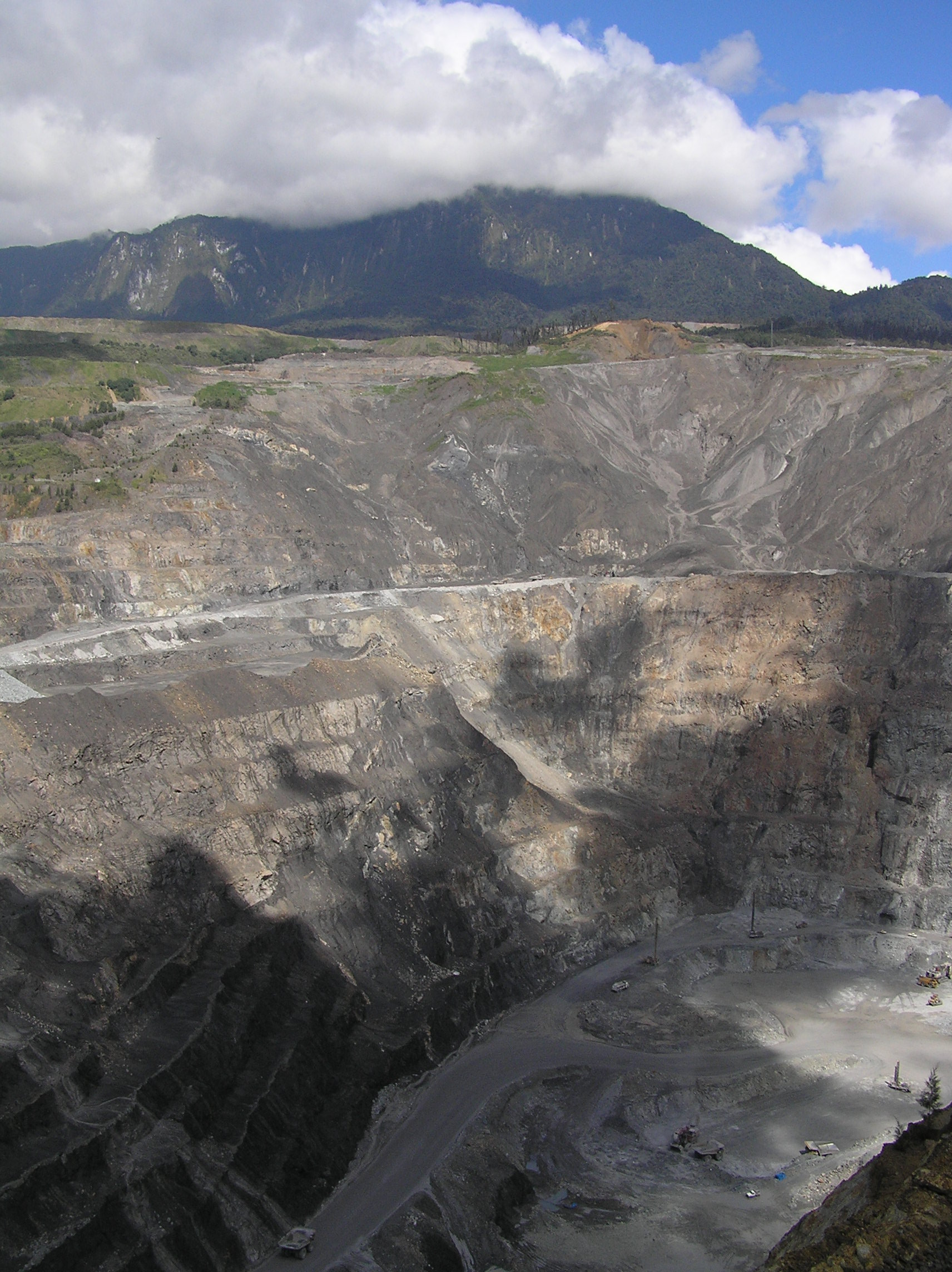
Поргера — одна з найбільших копалень золота у світі

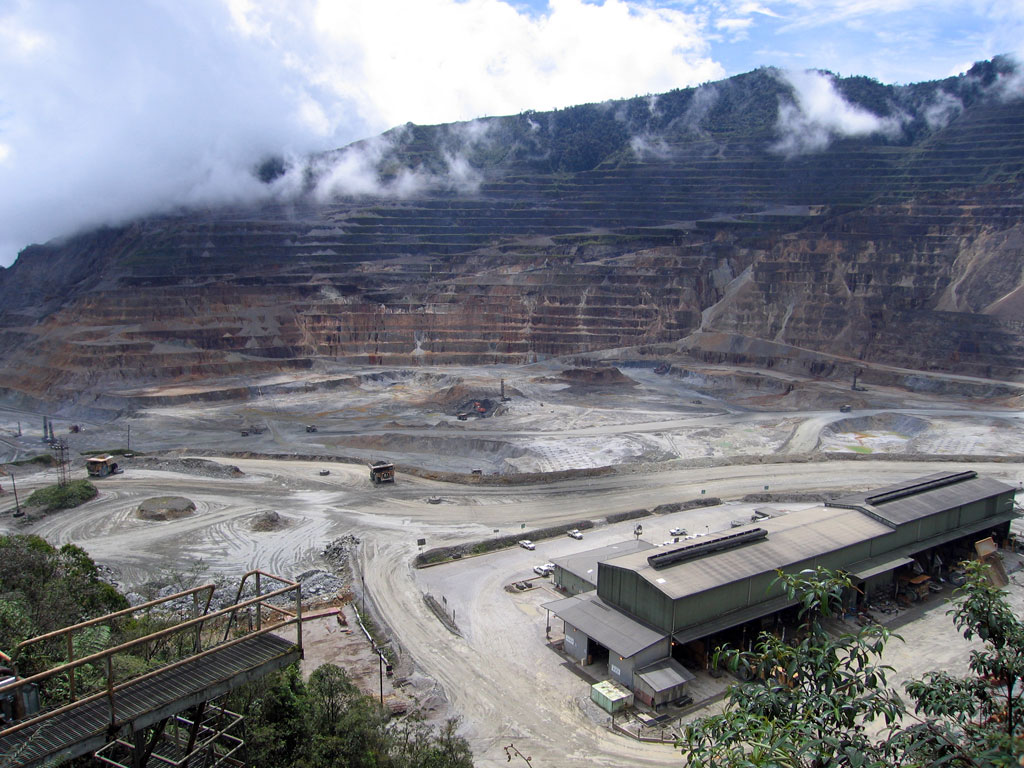
Копальня Ок-Теді

Острови архіпелагу Бісмарка, як і Нова Гвінея входять до тихоокеанського «вогняного кільця», на них є кілька активних вулканів. Це геологічно активний регіон зіткнення двох літосферних плит: Австралійської, що рухається на північ зі швидкістю 7 см на рік, Тихоокеанської, що рухається на захід зі швидкістю 10 см на рік. Нова Гвінея розташована на північній околиці Австралійської літосферної плити та є частиною доісторичного суперматерика Сахул (Меганезія).
Територія країни поділяється на дві геологічні зони:
- платформа Флай являє собою низовину, складену осадовими породами від мезозою до антропогену.
- орогенна зона Нова Гвінея складена деформованими осадовими, метаморфічними та вулканічними (включно з інтрузивними) породами.
  - Папуанська область складчатості. Центральний хребет та плато Папуа утворені горизонтальними рухами гірських порід і вкриті товстим шаром осадових карбонатних відкладень міоцену[17].
  - Новогвінейський надвиговий пояс. Береговий хребет, складений гнейсами середнього тиску, рідше високого, був утворений у два етапи: у південній частині активність відбувалась у пізній крейді, у північній — еоцен — олігоцен (утворення інтрузивних габро, базальтів гір Торрічеллі)[17].
  - Надвиговий пояс Оуен-Стенлі. Утворений у результаті здвигу. Складений осадовими гірськими породами крейди — міоцену та метаморфічними породами високого тиску[17].
  - Меланезійські острівні дуги. Загалом інтрузивні вулканічні породи еоцен — олігоцену з невеличким включенням древніших порід. У пліоцені поверхня островів була вкрита серіями карбонатних відкладень[17].
  - Морські басейни.

Бувають землетруси (іноді руйнівної сили), часто вони супроводжуються цунамі.

### Корисні копалини
Надра країни все ще вивчені мало: виявлено поклади мідної, залізної, нікелевої, свинцевої та марганцевої руд, платину, золото, срібло, нафта, буре вугілля.
Перші промислові запаси золота були розвідані у 1888 році на острові Ванатінаї. Досить швидко вони були вироблені. Станом на 2008 рік країна щорічно видобуває 65 тонн золота, це 11 місце у світі за цим показником. Загальні запаси металу оцінюють у 2300 тонн. Найбільші родовища золота:
- Ліхір, провінція Нова Ірландія, оцінюють у 188 млн тонн руди, з вмістом золота 3,6 г/т. Щорічно воно дає 24 тонни металу.
- Ок-Теді, Західна провінція, запаси руди 510 млн тонн, вміст золота 0,63 г/т. Щорічний видобуток 16 тонн (станом на 2008 рік).
- Пангуна, Автономний регіон Бугенвіль, запаси руди 710 млн тонн, вміст золота 0,49 г/т.
- Поргера, провінція Енга, запаси руди 65,4 млн тонн, вміст золота 4,6 г/т. Щорічний видобуток 19 тонн (станом на 2008 рік).
- Толукума, Центральна провінція, запаси руди 0,7 млн тонн, вміст золота 13,3 г/т. Щорічний видобуток 2 тонни (станом на 2008 рік)[19].

Постійно відкриваються нові родовища, багато з яких можуть мати промислове значення.
Країна володіє певними розвіданими запасами срібла:
- Місіма. Острів Місіма в провінції Мілн-Бей, розвідані запаси 35,7 млн тонн руди, вміст срібла 11,0 г/т, щорічний видобуток 100 тонн металу (станом на 1991 рік). У 2001 році родовище було законсервоване через виснаження[20].
- Ок-Теді. Видобуток срібла становить 48 тонн на рік (станом на 2008 рік).
- Поргера. Видобуток срібла становить 4 тонн на рік (станом на 2008 рік).
- Пангуна. Запаси руди становлять 530 млн тонн, вміст срібла 1,18 г/т. Законсервоване.

У країні існує чотири великих родовища міді:
- Нена. Родовище знаходиться в провінції Сандаун, запаси оцінюються в 32 млн тонн руди, вміст міді 2,3 %.
- Ок-Теді. Родовище знаходиться в Західній провінції, запаси оцінюються в 510 млн тонн руди, вміст міді 0,69 %. Єдине родовище, що розробляють. Видобуток станом на 2008 рік становив 187 тис. тонн міді.
- Пангуна. Родовище знаходиться в автономному регіоні Бугенвіль, запаси оцінюються в 710 млн тонн руди, вміст міді 0,4 %.
- Уафі. Родовище знаходиться в провінції Моробе, запаси оцінюються в 19 млн тонн руди, вміст міді 1,4 %[19].

У країні розвідані промислової значущості родовища молібдену (21,3 тис. тонн), телуру, нікелю, кобальту, які ще не розробляють.
Країна володіє значними запасами вуглеводнів. Родовище природного газу Хайдес Газфілд у провінції Південний Гайлендс щорічно постачає 135 млн м³ палива (станом на 2008 рік). Родовище нафти поблизу озера Кутубу із розвіданими запасами в 12,1 млн тонн. Видобуток сирої нафти становить 12,4 млн барелів.

## Населення

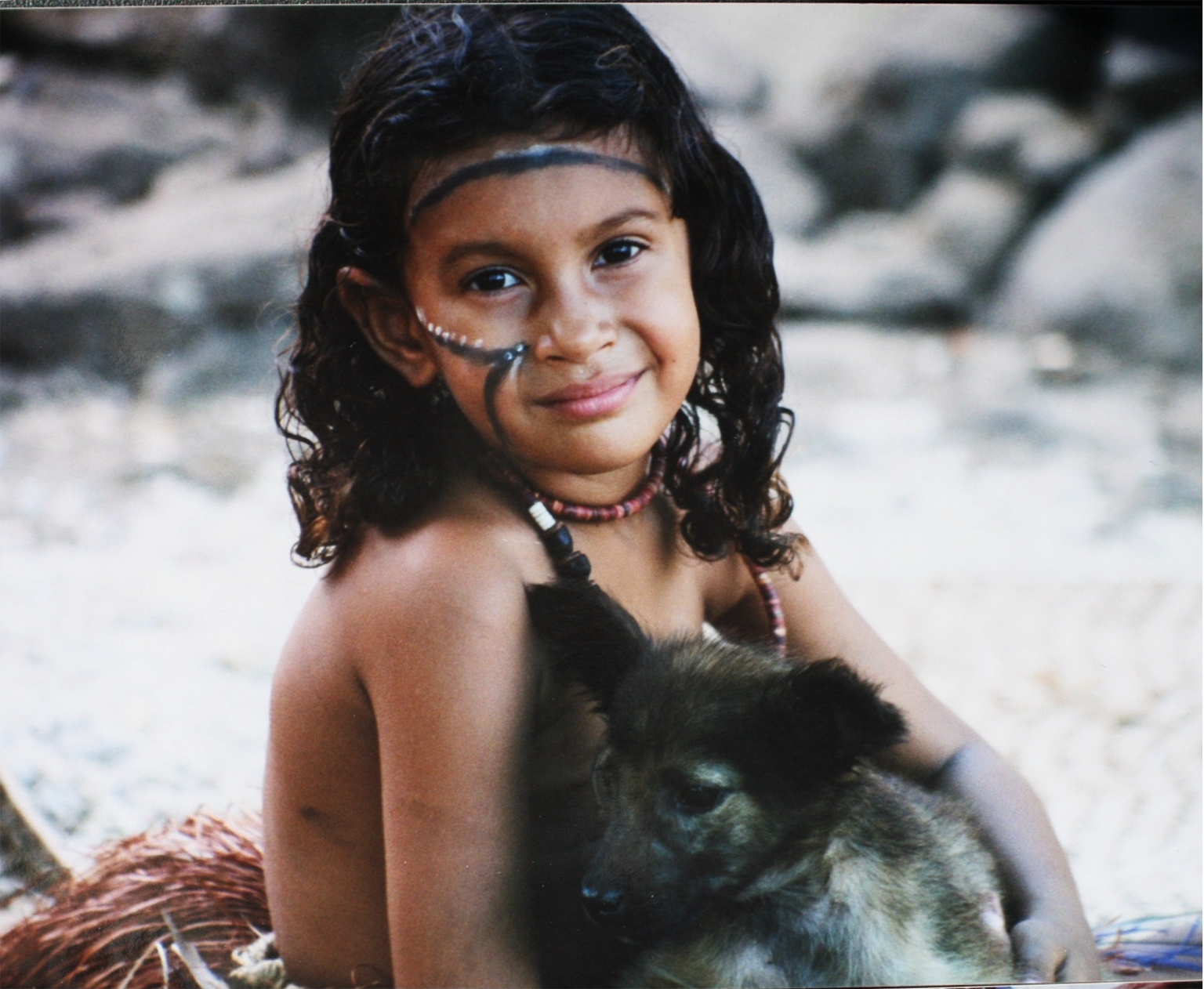
Дівчинка з собакою на острові Веґіфа

Папуас із глиняною маскою. Кабіуфа, Східний Гайлендс

Чисельність населення країни становить приблизно 6,1 млн осіб (оцінка на липень 2010 року). Приріст населення — 2,0 % (фертильність — 3,5 народження на жінку). Середня щільність населення — 13 осіб/км², але вона сильно різниться в лісистих малонаселених горах та сільськогосподарських рівнинах, узбережжях. Міське населення становить невелику частку, 13,2 % від загальної чисельності населення. Народжуваність — 27 немовлят на 1000 осіб на рік. Смертність становить 6,6 смерті на 1000 осіб Дитяча смертність — 44,6 випадку на 1000 немовлят. Природний приріст населення: 22 %. Тривалість життя чоловіків — 63,8 року, жінок — 68,3 років. Віковий склад населення:
- молодше 15 років — 38 %;
- 15—65 років — 58 %;
- старше 65 років — 4 %.

### Етнічний склад
Етнорасовий склад — меланезійці, папуаси, негрито, мікронезійці, полінезійці, молукканці.

### Мови
Мови — офіційні: ток-пісін (найпоширеніша), англійська (знає 1 %), гірі-моту (знає 2 %) — головна мова прибережної області навколо Порт-Морсбі. У державі налічується понад 820 місцевих мов і діалектів (майже третина від усіх мов планети). У повсякденному спілкуванні канонічний варіант англійської мови використовують лише 1—2 % населення, ширше поширений місцевий варіант англійської — піджин-інгліш, або ток-пісін. Мовою міжнаціонального спілкування, нарівні з ним, виступає так звана неомеланезійська мова, що вбрала в себе як мовну основу народів Океанії, так і численні запозичення з англійської, німецької, японської і голландської мов. Поширені також мови енга, чімбу (самбо), хаген, камано та інші.

### Релігії
Офіційно більш як 70 % населення — християни. Католики — 27 %, лютерани — 19,5 %, об'єднана церква — 11,5 %, адвентисти — 10 %, п'ятидесятники — 8,6 %, євангелісти — 5,2 %, англікани — 3,2 %, баптисти — 2,5 %, інші протестанти — 8,9 %, багаїсти — 0,3 %, аборигенні та інші вірування — 3,3 % (за переписом 2000 року). На практиці більшість населення, особливо в центральних районах, як і раніше, дотримується традиційних анімістичних вірувань.

### Освіта
У 1971 році 67,9 % населення країни було неписьменним, головним чином, через необов'язковість початкового навчання. Вже з середини 70-х років початковою школою було охоплено близько 50 % дітей. Строк навчання в початковій школі (приймаються діти, з 7 років) — 6 років, у середній також 6. Викладання ведеться англійською мовою або на піджин. У 1978—1979 навчальному році у початкових школах налічувалося 268,1 тис. учнів, у середніх навчальних закладах — 49 тис. Писемність на початок 2000-х років склала: 63 % чоловіків, 51 % жінок (за переписом 2000 року). Університет у Порт-Морсбі було засновано в 1965 році. У 1979/1980 навчальному році налічувалось 1,7 тис. студентів. У місті Лае того ж року було засновано Університет технологій (1,2 тис. студентів). У країні діють наступні наукові установи: Інститут медичних досліджень (засновано 1968 року), Інститут з вивчення країни (засновано 1973 року), Інститут прикладних досліджень у галузі економічних і соціальних наук (засновано 1976 року). Найбільші бібліотеки діють при університетах та наукових установах. Національний музей і художня галерея розташовуються в Порт-Морсбі.

### Охорона здоров'я
Частка заражених вірусом імунодефіциту (ВІЛ) становить 1,5 % (оцінка 2007 року).

## Економіка

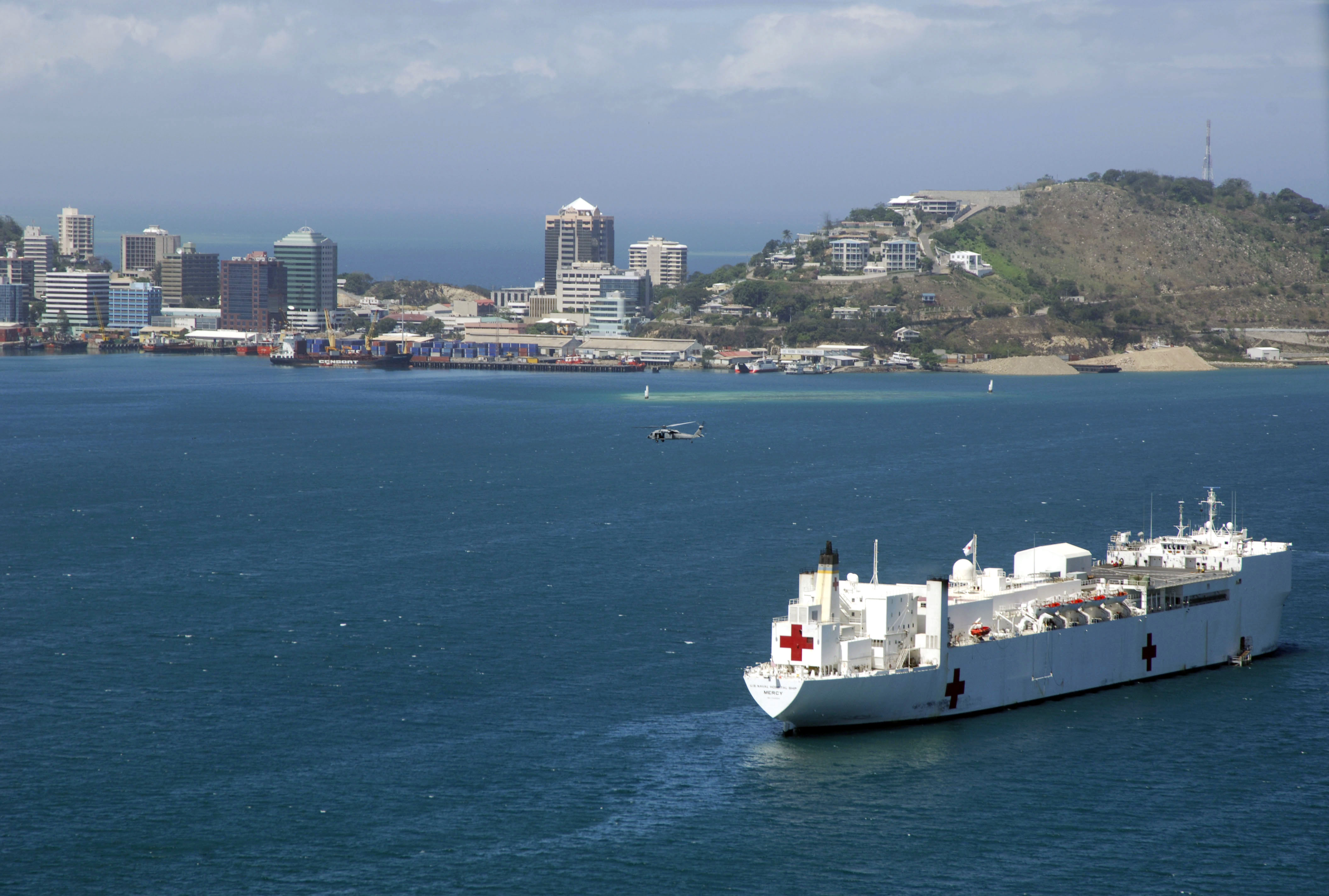
Порт-Морсбі

Основа економіки — сільське господарство та гірничорудна промисловість. Папуа Нова Гвінея — слаборозвинута країна. Основні галузі промисловості: гірнича (золото, срібло, мідь), нафтова, рибна та ін. За даними Index of Economic Freedom, The Heritage Foundation, U.S.A. 2001:
- ВВП — 5 млрд дол. (сільське господарство — 35 %; індустрія — 38 %; сфера послуг — 27 %).
- Темп зростання ВВП — 2,5 %.
- ВВП на душу населення — 1085 дол.
- Зайнятість працездатного населення: сільське господарство — 85 %, промисловість і сфера послуг — 15 %.

Прямі закордонні інвестиції — 90,7 млн дол. У господарстві панівні позиції посідає іноземний (головним чином австралійський та японський) капітал, частка якого становить 80 % усіх приватних капіталовкладень. У внутрішній економічній політиці уряд проводить курс на залучення іноземного капіталу. Водночас було проголошено лінію «економічного націоналізму», спрямовану на обмеження діяльності іноземного капіталу. На міжнародній арені уряд країни проводить політику розвитку відносин з Австралією та Індонезією.

### Валюта
Національною валютою Папуа Нової Гвінеї слугує кіна, що складається зі 100 тойя.

### Гірнича промисловість
Іноземні компанії видобувають мідну руду (компанія «Бугенвіль Коппер» розробляє одне з найбільших у світі родовищ міді Пангуні на острові Бугенвіль) та золото.

### Сільське господарство
Основа економіки — вирощування сільськогосподарської сировини експортного напряму на великих та малих плантаціях. На великих плантаціях вирощують каву, боби какао, кокосову та олійну пальми, каучуконоси, чай, піретрум. У натуральних невеличких господарствах місцеве населення вирощує батат, ямс, таро, сорго, банани та інші фрукти, овочі. Тваринництво головним чином м'ясного напряму: велика рогата худоба та свині. Розвинуте рибальство. Ловлять не лише рибу, але й креветок і омарів. У лісах широко проводиться заготівля цінних порід деревини. Лісове населення веде натуральне господарство і досі займається збором дикорослих плодів і рослин, ловом тварин і птахів.

### Промисловість

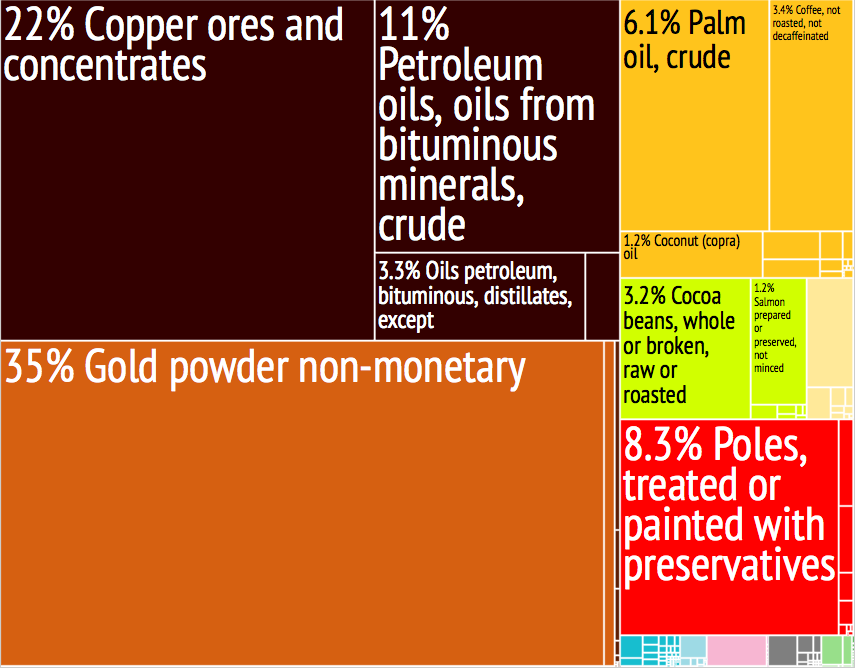
Складові експорту Папуа Нової Гвінеї

Існують окремі підприємства деревообробної промисловості та з переробки сільськогосподарської продукції, зокрема, переробка кокосів і плодів олійної пальми, а також риби. Менший розвиток отримала деревообробна промисловість (у тому числі меблева). Є велика кількість швейних підприємств.

### Енергетика
Виробництво електроенергії в 1998 році становило 1,7 ГВт. Гідроелектростанціями було вироблено 30,46 % від загальної кількості, інша — за рахунок викопного палива. Збудовано нафтопереробний завод.

### Транспорт
Основний транспорт: автомобільний, морський. Залізниць немає. Внутрішній транспорт внаслідок рельєфних факторів розвинений слабко. Побудовані автошляхи, що зв'язують порти з гірничорудними центрами у внутрішніх областях країни. Налагоджене каботажне судноплавство між Новою Гвінеєю й іншими островами. Довжина автошляхів становить 19,6 тис. км, внутрішніх водних шляхів — 10,9 тис. км. Основні морські порти: Порт-Морсбі, Рабаул, Маданг, Лае. Країна має повітряні зв'язки з Австралією і багатьма іншими державами Тихоокеанського регіону. Головні аеропорти знаходяться в Порт-Морсбі та Лае.

### Зовнішня торгівля
Основні торгові партнери — Австралія та Японія. З Папуа Нової Гвінеї вивозять мідний концентрат, золото, каву, боби какао, копру і каучук, деревину цінних порід. Імпорт — 2,8 млрд американських доларів (Австралія — 51 %; Сінгапур — 10,5 %; Японія — 8 %; США — 4,9 %; Нова Зеландія — 5,3 %). Довозять головним чином продовольчі товари, обладнання для промисловості (зокрема, лісової і добувної), хімічна продукція, транспортні засоби. Експорт — 3,7 млрд американських доларів (Австралія — 20 %; Японія — 13 %; Німеччина — 6,9 %; Південна Корея — 4,6 %; Філіппіни — 4,4 %; Велика Британія — 3,3 %).

## Культура

### Свята
Головне національне свято — 16 вересня — День незалежності від Австралії (1975 рік).

### Національна кухня
Характерною стравою тут вважаються всілякі салати та каррі з «абіку» — їстівною рослиною роду гібіскусових, відомою під різними назвами у всій Океанії («беле» на Фіджі, «пеле» — у Полінезії, «аїлан-капіс» на Вануату і т. д.). Також важливе місце займають тут коренеплоди, кокосовий горіх, плодові культури, включаючи ананаси, папаю, манго (використовується в зрілому вигляді як фрукт, а в зеленому — як овоч та інгредієнт різного соління), маракую і банани. Як гарнір найчастіше вживається сорго, ямс, колоказія, маніокове саго (тапіока) і неодмінний для країн регіону рис. На десерт йдуть різні фрукти, «діа» (саго і банани в кокосових вершках), «каукау» (печена солодка картопля), «саксак» (пиріжки з саго), «талауту» (ананас у кокосових вершках), «піт-піт» (зварене у кокосовому молоці з імбиром і томатами стебло цукрової тростини), а також всілякі пироги з фруктовими наповнювачами, які тут часто називають загальним терміном «кейк».